# مارك انجبارنك
مارك انجبارنك (بالهولندية: Mark Engberink)‏ (12 أغسطس 1992 بأنسخديه في هولندا - ) هو لاعب كرة قدم هولندي في مركز الدفاع. لعب مع آر كي سي فالفيك وتفينتي أنشخيدة وهيراكليس ألميلو وJong FC Twente ‏.

## روابط خارجية
- مارك انجبارنك على موقع قاعدة بيانات كرة القدم.إي يو (الإنجليزية)
- مارك انجبارنك على موقع Soccerway.com (الإنجليزية)